# Bačka (Slovacchia)
Bačka (in ungherese Bacska) è un comune della Slovacchia facente parte del distretto di Trebišov, nella regione di Košice.